# Bridgeline Pipeline
Bridgeline Pipeline — трубопровідна система, яка забезпечує транспортування природного газу у штаті Луїзіана на узбережжі Мексиканської затоки між центрами видобутку, газовими хабами та терміналами/заводами ЗПГ.
Система Bridgeline пролягає від газопереробного заводу Larose неподалік Нового Орлеана повз газові хаби Choctaw та Henry до кордону з Техасом по річці Сабін. Через Henry hub вона сполучається з цілим рядом потужних систем, що з'єднують газопромисловий район на узбережжі Мексиканської затоки з регіоном Великих Озер та атлантичним узбережжям США, як то Natural Gas Pipeline Company of America, Transco, Trunkline Pipeline, Texas Gas Transmission, Columbia Gulf Transmission, Southern Natural Gas Pipeline. Також існує зв'язок із трубопроводами, що забезпечують маневрування ресурсами самого газопромислового регіону, як то Gulf South Pipeline, Acadian Gas System. Хаб Choctaw, на додачу до кількох згаданих вище систем, забезпечує обмін ресурсом з Florida Gas Transmission.
У західній частинід Bridgeline сполучається з терміналом ЗПГ Сабін-Пасс, першим в США перетвореним на завод із виробництва зрідженого природного газу на експорт. Це здійснюється через інтерконектори з двома трубопроводами, які обслуговують Сабін-Пасс — Kinder Morgan Louisiana Pipeline та Creole Trail Pipeline. Також Bridgeline має зв'язок з мережами Техасу, зокрема через газопровід Sabine Pipeline.
Загальна довжина системи Bridgeline станом на середину 2010-х років становила 985 миль, пропускна здатність — приблизно 9,5 млрд м3 на рік. Окрім газопроводів та терміналів, вона забезпечувала доступ до підземних сховищ газу біля Сорренто та Наполеонвіля із загальною активною 0,3 млрд м3.